# We Are the Champions: Final Live in Japan
«We Are the Champions: Final Live in Japan» — концертне відео виступу британського рок-гурту «Queen» на арені «Yoyogi National Gymnasium» в Токіо 11 травня 1985 року в рамках японського етапу «The Works Tour».
Назва фільму трохи неточна, оскільки «Queen» фактично провели ще два виступи в Японії (13 травня в Нагої і 15-го в Осаці). 90-хвилинний фільм — не повний концерт, через відсутність гітарного соло Браяна Мея і пісні «Dragon Attack». Відео також відредаговане за часом, вирізані перерви між піснями.
Офіційно виданий тільки в Японії, виступ вперше з'явився у вигляді відеорелізу у 1992 році, потім як реліз на LaserDisc і VHS, перед випуском DVD у 2004 році з новою обкладинкою.
У відео також продемонстрована інтенсивна гра на синтезаторі.

## Трек-лист
1. Machines (Or 'Back to Humans') (вступ) (Браян Мей, Роджер Тейлор)
2. Tear It Up (Мей)
3. Tie Your Mother Down (Мей)
4. Under Pressure (Queen, Девід Бові)
5. Somebody to Love (Фредді Мерк'юрі)
6. Killer Queen (Мерк'юрі)
7. Seven Seas of Rhye (Мерк'юрі)
8. Keep Yourself Alive (Мей)
9. Liar (Мерк'юрі)
10. Impromptu (Queen)
11. It's a Hard Life (Мерк'юрі)
12. Now I'm Here (Мей)
13. Is This the World We Created...? (Мерк'юрі, Мей)
14. Love of My Life (Мерк'юрі)
15. Another One Bites the Dust (Джон Дікон)
16. Mustapha (вступ) (Мерк'юрі)
17. Hammer to Fall (Мей)
18. Crazy Little Thing Called Love (Мерк'юрі)
19. Bohemian Rhapsody (Мерк'юрі)
20. Radio Ga Ga (Роджер Тейлор)

Виступ на біс:
1. I Want to Break Free (Дікон)
2. Jailhouse Rock (Джеррі Лайбер, Майк Столлер)
3. We Will Rock You (Мей)
4. We Are the Champions (Мерк'юрі)
5. God Save the Queen (аранжування Мея)